# Lacinipolia vittula
Lacinipolia vittula är en fjärilsart som beskrevs av Augustus Radcliffe Grote 1882. Lacinipolia vittula ingår i släktet Lacinipolia och familjen nattflyn. Inga underarter finns listade i Catalogue of Life.